# Serrat de Montagut (Fontanals de Cerdanya)
El Serrat de Montagut és una serra situada entre els municipis de Fontanals de Cerdanya i de Puigcerdà, a la comarca de la Baixa Cerdanya, amb una elevació màxima de 318 metres.